# Barry Sanders (Soziolinguist)

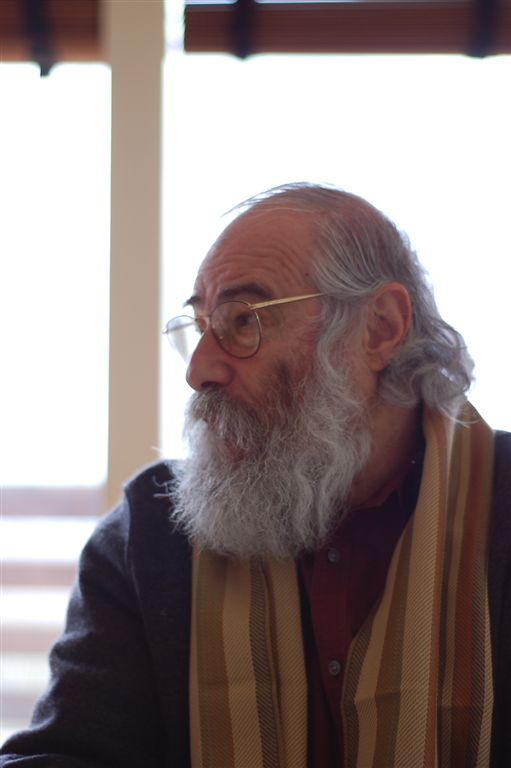
Barry Sanders

Barry Sanders (* 27. Oktober 1938) ist ein US-amerikanischer Soziolinguist.
Sanders war bis 2005 Professor für englische Literatur und Ideengeschichte am Pitzer College in Claremont (Kalifornien) und Autor von Der Verlust der Sprachkultur: [die Pistole ist das Schreibgerät der Analphabeten].